# Ibworth
Ibworth – osada w Anglii, w hrabstwie Hampshire, w dystrykcie Basingstoke and Deane. Leży 28 km na północny wschód od miasta Winchester i 78 km na zachód od Londynu.